# Weidenfeld & Nicolson
Weidenfeld & Nicolson Ltd (estabelecida em 1948), muitas vezes abreviada para W&N ou Weidenfeld, é uma editora britânica de livros de ficção e referência. A partir de 1991 tornou-se uma divisão do Orion Publishing Group.

## História
George Weidenfeld e Nigel Nicolson fundaram Weidenfeld & Nicolson em 1948 e estabeleceram uma sólida reputação por publicar títulos controversos como Lolita, de Vladimir Nabokov (1959) e Retrato de um Casamento (1973), a biografia da mãe de Nicolson, Vita Sackville-West. Em seus primeiros anos Weidenfeld também publicou obras de não-ficção por Isaiah Berlin, Hugh Trevor-Roper, e Rose Macaulay, e romances de Mary McCarthy e Saul Bellow. Mais tarde, a editora publicou uma série de títulos escritos por líderes mundiais e historiadores, juntamente com ficção contemporânea e lustrosos livros ilustrados.
Weidenfeld foi uma das primeiras aquisições da Orion após a fundação do grupo, em 1991, e formou o núcleo de suas ofertas. Naquela época as impressões da Weidenfeld incluíram a Phoenix, a sua própria criação muito mais cedo; que J.M. Dent adquiriu em 1988 e, portanto, estabelecendo sua Everyman Library. As editoras têm aumentado consideravelmente desde a aquisição pela Orion e da aquisição da Orion, por sua vez pela Hachette Livre em 1998. (Os direitos para a Everyman Library foram vendidos em 1991, e sobreviveu como uma propriedade da Random House. Os direitos simples da Everyman Classics continuaram sob a Orion).
No final de 2013, a W&N publicou a edição britânica (e a subsidiária da Hachette, Little, Brown and Company a edição estadunidense) de I am Malala, o livro de memórias de Malala Yousafzai com Christina Lamb. Malala Yousafzai é uma paquistanesa, uma ativista da educação feminina, e uma candidata ao Prêmio Nobel da Paz em 2014. 